# Laramie Mountains (film)
Laramie Mountains è un film del 1952 diretto da Ray Nazarro.
È un western statunitense con Charles Starrett, Jock Mahoney, Fred F. Sears e Marshall Reed. Fa parte della serie di film western della Columbia incentrati sul personaggio di Durango Kid.

## Produzione
Il film, diretto da Ray Nazarro su una sceneggiatura di Barry Shipman, fu prodotto da Colbert Clark per la Columbia Pictures e girato nel ranch di Corriganville a Simi Valley, California, da fine ottobre all'inizio di novembre 1951. Smiley Burnette compose Sloop, Sloop, Sloop.

## Distribuzione
Il film fu distribuito negli Stati Uniti dal 20 aprile 1952 al cinema dalla Columbia Pictures.
Altre distribuzioni:
- in Messico il 9 novembre 1960 (Duelo en la cordillera)
- in Brasile (Ferradura Acusadora)